# Carlos Thopia

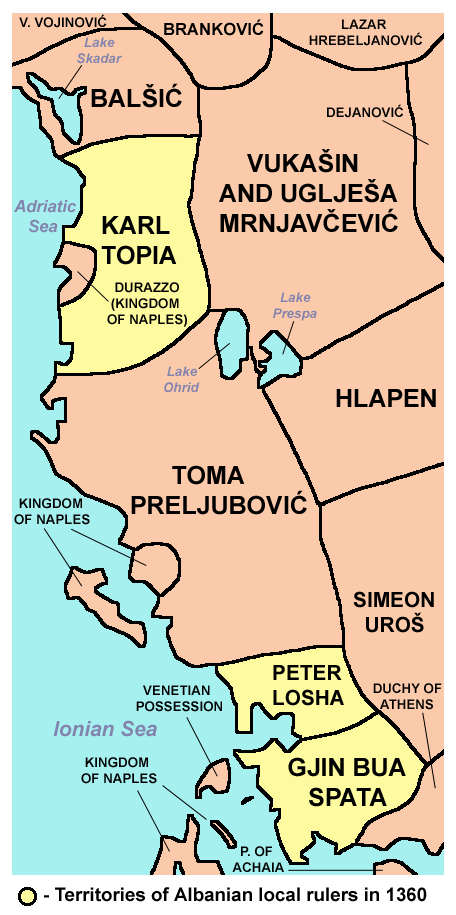

Carlos Thopia (Karl Thopia) foi o primeiro príncipe albanês apôs o domínio da Casa de Anjou. Reinou entre 1358 e 1388. Foi antecedido no trono por Felipe II de Tarento e foi sucedido no trono por Balša II.